# Iskustva Roberta Nimanija
Iskustva Roberta Nimanija je naziv knjige satiričnih priča književnika Perice Jokića. Knjigu je objavio „Pegaz“, izdavačko preduzeće iz Bijelog Polja.

## Pod pseudonimom
Prvih sto priča, sabranih u ovoj knjizi, objavljeno je na raznim sajtovima i elektronskim časopisima tokom leta i jeseni 2013. pod pseudonimom Robert Nimani. To je napravilo zbrku među satiričarima da su, čak, počela i pojedinačna istraživanja oko toga ko je Robert Nimani. Nisu bili zbunjeni time da se niotkud i odjednom pojavilo novo ime u svetu satire, toga će uvek biti, ali da se radi o takvom talentu, bilo je malo neshvatljivo. U prvom redu, postavljalo se pitanje gde je taj do sada bio i čime se bavio? Kada se sam razotkrio na jednoj aforističarskoj promociji, doneo je izvesno olakšanje „pratiocima“, jer je Perica Jokić već bio poznat među satiričarima.

## Izvodi iz recenzija
- Dok sam na сошл нетворку čitao ove priče, uživao sam, ali i mučio se, pokušavajući da otkrijem ko bi mogao da bude taj Robert Nimani. I gde je do sada bio. Energiju koju sam uzalud potrošio na otkrivanje identiteta ovog pisca, vratile su mi neke kolege, svrstavajući mene u mogućeg Roberta Nimanija. Zaista, lep kompliment. Voleo bih da je tako, a evo zašto nije: Ja se snalazim i tok misli začinjavam lingvističkim eksperimentima, a on to isto postiže običnom leksikom iz dnevne jezičke prakse. I ja maštom, ponekad, postižem neočekivanost, dok za njega verujem da sam sebe iznenadi obrtom do koga je dosegao...  (Milan Beštić)
- U pričama Perice Jokića (Roberta Nimanija) normalno je da svaka situacija izlazi izvan okvira svih zamislivih normi. Karakteristično je da u izlaganjima ovih kratkih sižea autor kreće od neobičnih i smiješnih situacija, a svojim darom da u svakom trenu iznađe neki čudesan obrt, svim fragmentima u ovoj knjizi daje jednaku zanimljivost, a svim čitaocima jednaku mogućnost uživanja u tekstu.  (Bojan Rajević)
- Ono sto Perici padne na um, njegova večna senka Nimani vešto iskoristi kao okidač i pretvori u ZEN priču! Luda mudrost ili mudra ludost Nimanija, u svakom slučaju nije egzotika niti prazni ritual, već precizni, kratki vodič ka upoznavanju nekih pravila života za one koji žele da na duhovit način razumeju njegovu pozadinu van svih pravila i konvencija.  (Dane Bajić)
- Perica Jokić svojom zbirkom priča svesno žonglira između mašte i logike, izvodeći pritom lične zakone dedukcije. Maestralno razotkrivanje društvenih devijacija i lažnih vrednosti uz originalan humor, svojstven Perici, omogućavaju čitaocu da vizuelizira svaku od priča.  (Daliborka Šišmanović Kepčija)

## Romani u prahu
Ono što je fascinantno je da jedan satiričar piše potpuno različito u zavisnosti u kojem liku se nalazi, da li je Robert Nimani ili Perica Jokić. Ovaj „drugi“ piše klasične i znatno opširnije satirične priče, no isto kvalitetno i prijemčivo za čitanje. U pričama o Robertu Nimaniju, Jokić slučajeve rešava u par poteza, ali, na koji način to radi, nesumnjivo da mu je, za tako nešto, potrebna i ona mrvica pozitivnog ludila. A apsurd, hiperbola i nadrealizam su mu nezaobilazne alatke. U knjizi ima 167 priča kao 167 romana u prahu.

## Preporuke
- Perica Jokić: ISKUSTVA ROBERTA NIMANIJA, ETNA, dodatak
- Tri priče iz knjige Iskustva Roberta Nimanija, Književne vertikale br.3, str.159
- RASIJANO ŠKOLSTVO, Afirmator, časopis za umetnost i društvena pitanja, 16.11.2014. Архивирано на веб-сајту  (4. март 2016)
- RIBE SA GRANA, Afirmator, časopis za umetnost i društvena pitanja, 15.12.2014. Архивирано на веб-сајту  (5. фебруар 2015)
- JABUKA OTROVALA PITONA, Afirmator, časopis za umetnost i društvena pitanja, 15.1.2015. Архивирано на веб-сајту  (4. март 2016)
- STARICA U SAOBRAĆAJU, Tobogan misli, sajt Pavice Veljović, decembar 2013.
- Nekoliko priča, KNJIŽEVNI PREGLED, broj 8, jan-mart 2016

## Spoljašnje veze
- LJUDNICA, sajt Veljka Rajkovića Архивирано на веб-сајту  (6. октобар 2015)
- ŽIKIŠON blog, Knjiga: „Iskustva Roberta Nimanija“ – Perica Jokić